# Ластруп
Ластруп (нем. Lastrup) — община в Германии, в земле Нижняя Саксония.
Входит в состав района Клоппенбург. Население составляет 6821 человек (на 31 декабря 2010 года). Занимает площадь 85 км².
Коммуна подразделяется на 14 сельских округов.

Состав совета представителей коммуны на 2006 год, чёрный - ХДС, красный - СДПГ, зелёный - партия зелёных

| Год  | Население |
| ---- | --------- |
| 1990 | 5567      |
| 1995 | 6021      |
| 2000 | 6525      |
| 2005 | 6679      |
| 2010 | 6782      |